# 京都市立大淀中学校
京都市立大淀中学校（きょうとしりつ おおよどちゅうがっこう）は、京都府京都市伏見区淀下津町にある公立中学校。

## 概要
久世郡の淀町・御牧村・佐山村で設立した事務組合立淀中学校が前身の中学校である。御牧村と佐山村は1954年に合併して久世郡久御山町に、淀町は1957年に京都市に編入されたが、1975年に淀中学校が久御山町立久御山中学校と大淀中学校へ発展的分離されるまで、事務組合によって中学校が運営された。

## 沿革
淀中学校時代の沿革については、「久御山町立久御山中学校」も参照のこと。
1970年代前半、久御山町に計画人口4,500人（当時の久御山町の人口の約3分の1）、計画戸数1,300戸の久御山団地が建設されることが決定し、久御山町内の中学生が大幅に増加することが予想されたため、淀中学校を2校へ発展的分離する気運が高まった。1973年頃には淀中学校の発展的分離が確実な情勢となった。
1975年3月、事務組合立淀中学校は閉校し、翌4月には京都市立大淀中学校と久御山町立久御山中学校への発展的分離が実現し、それぞれの中学校が開校した。

### 年表
- 1947年5月 - 久世郡御牧村島田堤外33番地に久世郡淀町・御牧村・佐山村事務組合立淀中学校開校
- 1948年3月 - 併設の淀実業専修学校・淀実践高等女学校が廃校となる
- 1948年4月 - 大阪逓信講習所淀支所から講堂兼音楽室を借用
- 1948年12月 - 大蔵省大阪財務局より校舎・校地の払い下げをうけ、淀中学校組合の所有となる
- 1950年7月 - 木造2階建て1棟（普通教室6教室）を増築
- 1953年4月 - 久世郡淀町大字際目小字古川1番地に新築・移転
- 1953年9月 - 台風13号により、被害を受ける
- 1954年10月 - 久御山町成立に伴い、淀町久御山町事務組合立淀中学校へ改称
- 1957年4月 - 淀町の京都市伏見区への編入に伴い、京都市久御山町事務組合立淀中学校へ改称
- 1961年3月 - 体育館兼講堂・普通教室2教室落成
- 1967年 - 障害児学級開設
- 1970年 - 全教室にテレビを設置
- 1973年11月 - 育友会設立準備室結成
- 1975年4月 - 京都市久御山町事務組合立淀中学校を廃止し、現在地に京都市立大淀中学校開校
- 1990年 - 京都市立洛水中学校を分離

## 校区
- 京都市立明親小学校
- 京都市立美豆小学校

これらの区域には、八幡市の飛び地や、久御山町大橋辺も含んでいる。

## 交通アクセス
- 京阪本線 淀駅下車 徒歩約15分。

## 著名な出身者
- 岡島秀樹：元プロ野球選手、野球解説者

## 校区が隣接している学校
- 京都市立神川中学校
- 京都市立洛水中学校
- 久御山町立久御山中学校
- 八幡市立男山東中学校
- 八幡市立男山中学校
- 大山崎町立大山崎中学校
- 長岡京市立長岡第三中学校